# Bến Nhà Rồng

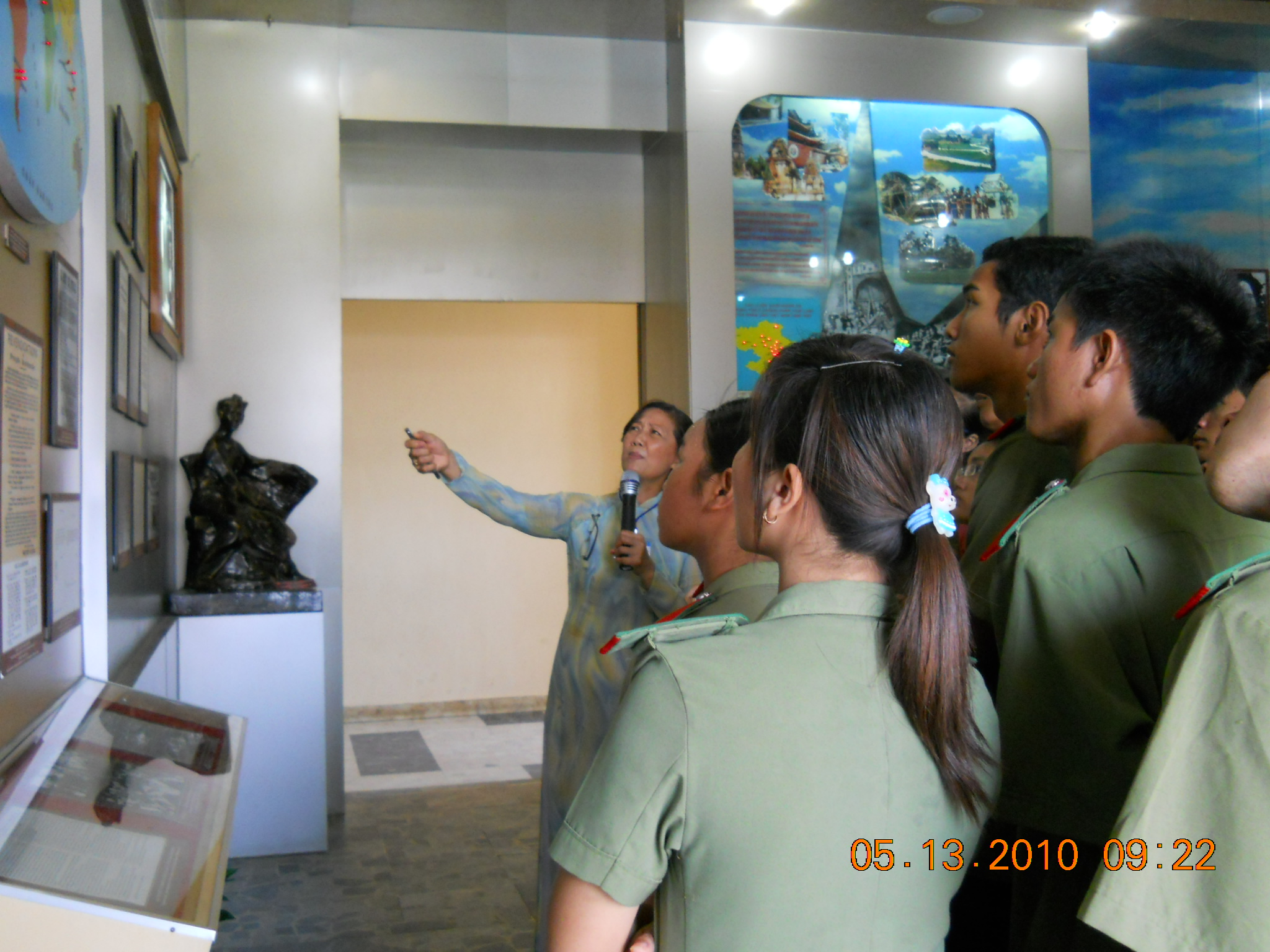
Học viên an ninh đang nghe giới thiệu về cuộc đời hoạt động của chủ tịch Hồ Chí Minh

Bến Nhà Rồng, tên chính thức là Bảo tàng Hồ Chí Minh - Chi nhánh Thành phố Hồ Chí Minh, là cụm di tích kiến trúc - bảo tàng nằm bên sông Sài Gòn, thuộc quận 4, Thành phố Hồ Chí Minh. Nơi đây từng là trụ sở của hãng vận tải Messageries maritimes tại Sài Gòn từ năm 1864 đến năm 1955. Ngày nay, địa danh này được biết đến nhiều do tại đây có cụm di tích kiến trúc đánh dấu sự kiện ngày 5 tháng 6 năm 1911, người thanh niên Nguyễn Tất Thành (sau này là Chủ tịch Hồ Chí Minh) đã xuống con tàu Amiral Latouche-Tréville làm phụ bếp để có điều kiện sang châu Âu, mở đầu hành trình cách mạng của mình. Do đó, từ 1975, cụm di tích kiến trúc của thương cảng Nhà Rồng đã được Nhà nước Việt Nam xây dựng lại thành Khu lưu niệm Hồ Chí Minh, và ngày 5 tháng 6 được chọn là Ngày Bác Hồ ra đi tìm đường cứu nước ở Việt Nam.
Ủy ban nhân dân Thành phố Hồ Chí Minh chỉ đạo Sở Văn hóa, Thể thao và Du lịch đưa Bến Nhà Rồng vào danh sách danh thắng biểu trưng của thành phố.

## Tên gọi
Có nhiều thuyết khác nhau về tên gọi Nhà Rồng:
- Có thuyết nói rằng vì trên nóc ngôi nhà trụ sở hãng vận tải Messageries impériales (từ năm 1871 đổi thành Messageries maritimes) tại Sài Gòn có gắn đôi rồng lớn bằng đất nung tráng men xanh.[3] Thuyết này phổ biến nhất.
- Một thuyết khác cho rằng khác là "Nhà Rồng" có nghĩa là "Gia Long", với Nhà là Gia (家), Rồng là Long (龍), bến "Nhà Rồng" được người Pháp đặt để nhớ tới quan hệ của vua Gia Long với nước Pháp.[4] Tuy nhiên thuyết này là không chính xác. Trong chữ Hán Nôm, gia long (家龍) mang nghĩa "nhà rồng" và niên hiệu Gia Long (嘉隆) là khác chữ. Thuyết này sinh ra là do sự hiểu nhầm nghĩa trong các từ đồng âm, khi chỉ biết chữ Quốc ngữ mà không biết chữ Hán và chữ Nôm.

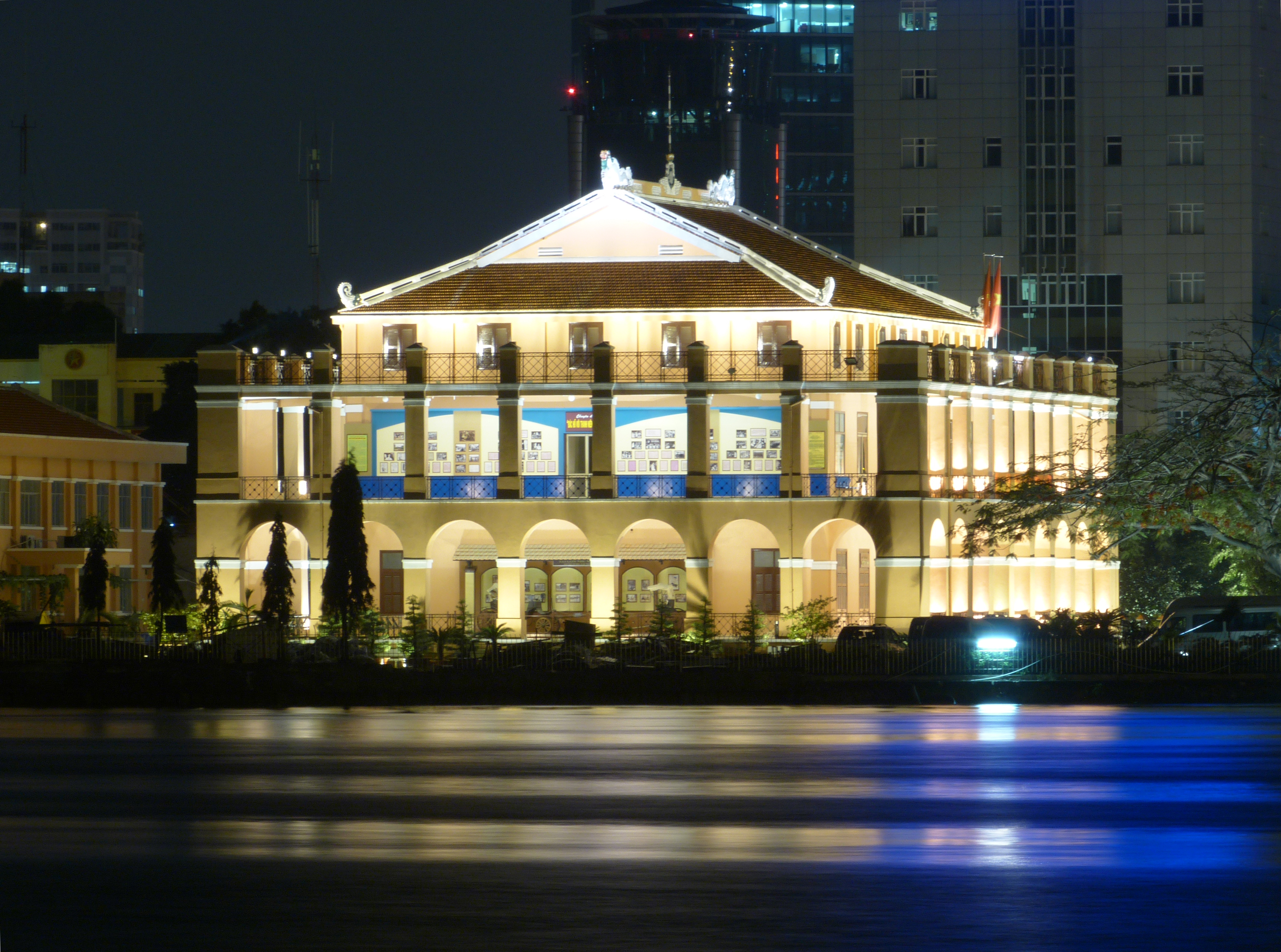
Bến Nhà Rồng về đêm

Một số tên gọi khác của Nhà Rồng cũng được ghi nhận lại như:
- Sở Ông Năm, vì tòa nhà do viên quan năm Pháp Domergue đứng ra chủ trì xây dựng.[5]
- Sở Canh tuần tàu biển, vì từ sau năm 1865 khi cột cờ Thủ Ngữ được xây dựng, có treo cờ hiệu giúp tàu thuyền ra vào cảng thuận tiện.

Tuy nhiên, tên gọi Bến Nhà Rồng vẫn là tên gọi phổ biến nhất.

## Lịch sử
Sau khi chiếm được Nam Kỳ, các thống đốc quân sự Pháp đã quyết định cho xây dựng khu thương cảng Sài Gòn (Port de Commerce de Saigon) để làm đầu mối thông thương với quốc tế. Việc xây dựng cảng được giao cho hãng vận tải biển Messageries impériales. Các bến cảng đầu tiên được xây dựng tại Bến Thành, gần hải quân công xưởng Sài Gòn (arsenal de Saigon), trong thời gian gần 1 năm.
Để tiện việc quản lý thương cảng, ngày 4 tháng 3 năm 1863, tòa nhà trụ sở của hãng Messageries maritimes cũng được xây dựng để làm nơi ở cho viên Tổng quản lý và nơi bán vé tàu. Việc xây dựng do một viên quan năm tên Domergue phụ trách. 

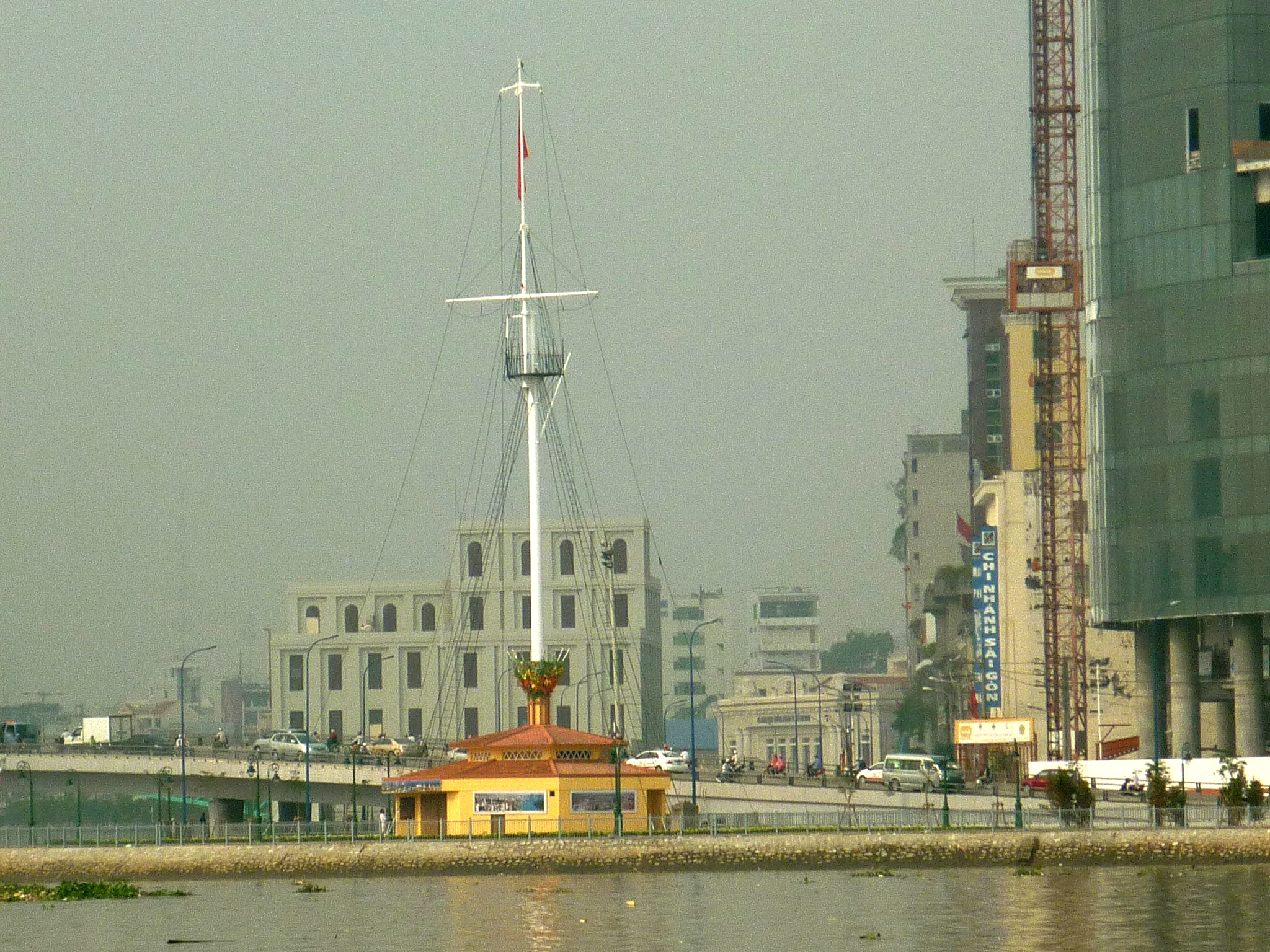
Cột cờ Thủ Ngữ

Tháng 10 năm 1865, hãng cho dựng thêm một cột cờ hiệu (mât des signaus) bằng thép cao 40m tại vị trí nền đồn dinh quan Thủ ngữ trước đây để làm hiệu cho các tàu bè ra vào cảng. Dân gian gọi là Cột cờ Thủ Ngữ.
Năm 1893, tòa nhà hãng Messageries maritimes được lắp đèn điện, dùng bóng đèn 16 nến, sáng leo lét, kém xa mấy ngọn đèn lồng thắp dầu lửa mà tòa đô chính cho thắp thử ở đường Catina (nay là đường Đồng Khởi).
Gần cuối năm 1899, hãng được phép xây cất bến cho tàu cập vào. Bến lót ván dày, đặt trên trụ sắt dọc theo mé sông 42 mét (phía tàu cập vào). Bến này cách bến kia 18 mét. Bề ngang của mỗi bến vào phía trong bờ là 8 mét. Từ bờ ra bến có cầu rộng 10 mét. Ban đầu xây 2 bến rồi xây thêm bến thứ 3.
Năm 1919, hãng được phép xây bến bằng xi măng cốt sắt, nhưng không thực hiện được, phải đến tháng 3 năm 1930 mới hoàn thành bến mới, chỉ một bến nhưng dài tới 430 mét.
Sau năm 1955, chính quyền Việt Nam Cộng hòa đã cho tu bổ lại mái ngôi nhà và thay thế 2 con rồng cũ bằng 2 con rồng khác với tư thế quay đầu ra. Năm 1965, tòa nhà được quân đội Mỹ sử dụng làm trụ sở của Cơ quan Tiếp nhận viện trợ quân sự Mỹ.
Sau năm 1975, tòa nhà - biểu tượng của cảng Sài Gòn - thuộc quyền quản lý của Cục đường biển Việt Nam.

## Kiến trúc Bến Nhà Rồng
Nhà Rồng, ban đầu gọi là Trụ sở Công ty Vận tải Hoàng đế (Hotel des Messageries Impériales) được khởi công xây dựng ngày 4 tháng 3 năm 1863 và hoàn thành trong 1 năm. Kiến trúc tòa nhà theo phong cách kiến trúc phương Tây nhưng trên nóc nhà gắn 2 con rồng lớn bằng đất nung tráng men xanh, châu đầu vào mặt trăng theo mô típ "Lưỡng long chầu nguyệt" - một kiểu trang trí quen thuộc của đình chùa Việt Nam. Phía 2 đầu hồi tòa nhà có biểu tượng ký tự M.I. (viết tắt của Messageries Impériales) có thể nhìn thấy từ hướng sông Sài Gòn hoặc từ hướng đường Khánh Hội ra.
Năm 1871, do ảnh hưởng của nền Cộng hòa, hãng đổi tên lại thành Messageries maritimes. Chi tiết mặt trăng trên nóc nhà được thay bằng biểu tượng của hãng vương miện, mỏ neo và đầu ngựa. Phù hiệu "Đầu ngựa" hàm chỉ thời trước bên Pháp, hãng chuyên lãnh chở đường bộ với ngựa kéo xe, còn "Mỏ neo" tượng trưng cho tàu thuyền. Do đó dân gian còn gọi là hãng Đầu Ngựa.
Sau năm 1955, chính quyền Việt Nam Cộng hòa đã cho tu bổ lại mái ngôi nhà và thay thế 2 con rồng cũ bằng 2 con rồng khác với tư thế quay đầu ra. Từ đó, kiến trúc Nhà Rồng hầu như còn nguyên vẹn cho đến ngày nay.

## Dấu mốc lịch sử

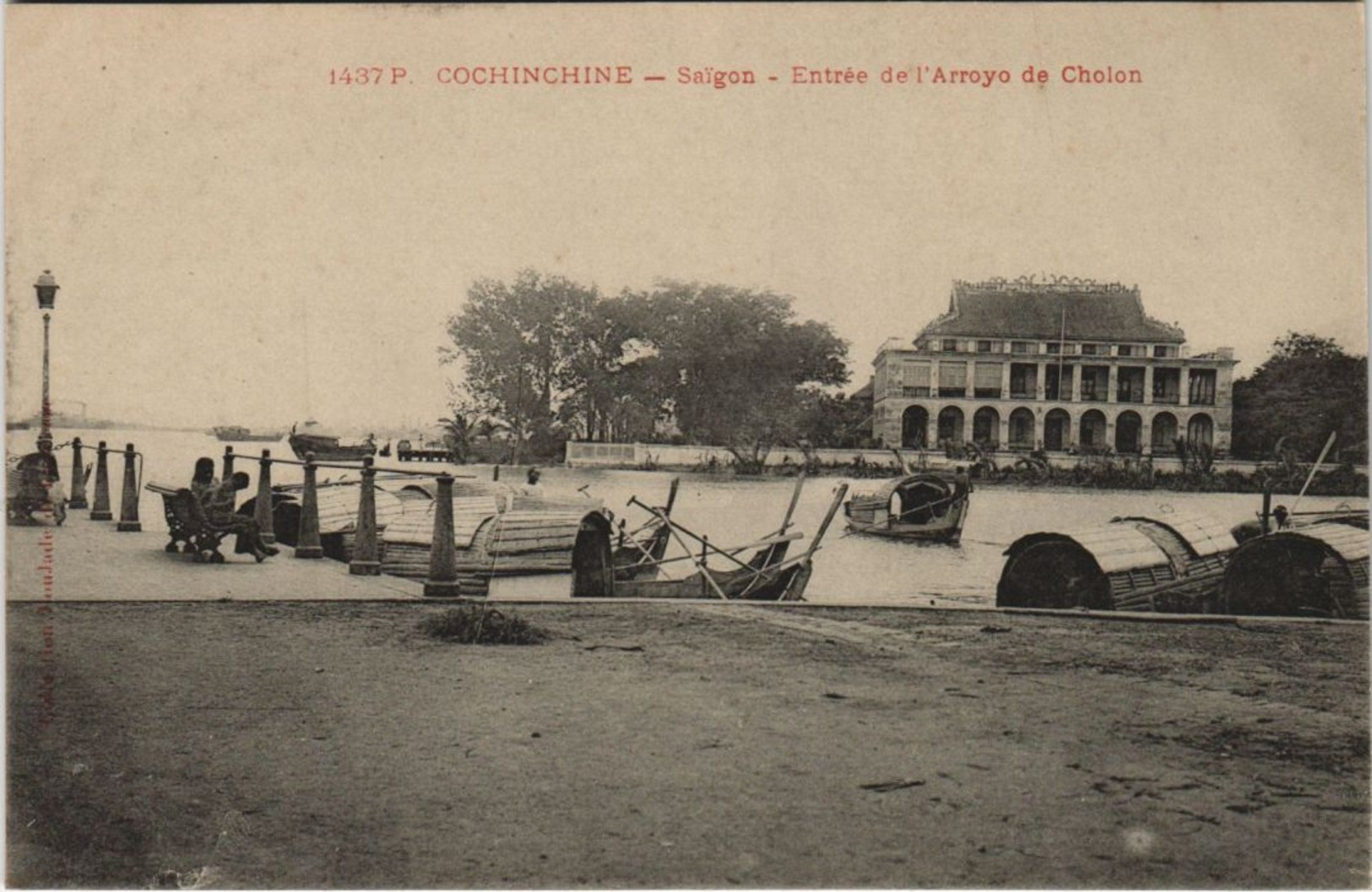
Trụ sở hãng Messageries Maritimes trên một tấm bưu thiếp thời Pháp thuộc

- 4 tháng 3 năm 1863, Nhà Rồng được khởi công xây dựng
- 5 tháng 6 năm 1911, Nguyễn Tất Thành xuống con tàu Amiral Latouche-Tréville, bắt đầu hành trình tìm đường cứu nước.[11]
- 1 tháng 1 năm 1937, hơn 20.000 người dân Sài Gòn - Gia Định tổ chức mít-tinh tại Bến Nhà Rồng để đón tiếp đại biểu Mặt trận bình dân Pháp sang điều tra tình hình các nước thuộc địa ở Đông Dương.
- 23 tháng 9 năm 1945, một tiểu đội kháng chiến Việt Nam với vũ khí thô sơ, chiến đấu chống trả cuộc tấn công của một đại đội quân Anh được trang bị vũ khí hiện đại và đầy đủ và hy sinh đến người cuối cùng.
- Đêm 15 tháng 10 năm 1945, quân kháng chiến Việt Nam tổ chức đốt chiếc tàu chiến Alex của Pháp khi vừa cập Bến Nhà Rồng.
- 13 tháng 5 năm 1975, chiếc tàu biển Sông Hương trọng tải 10.000 tấn cập Bến Nhà Rồng, đánh dấu sự thống nhất đường biển Bắc - Nam.